# Reino de Mankessim
El Reino de Mankessim (1252–1844) fue un estado africano precolonial de Ghana. Estaba considerado como parte de las tierras centrales de la tribu de los fante, y declarada como capital de la Confederación de Fante en el siglo XIX. La ciudad de Mankessim todavía existe y está localizada en la región central de Ghana a una hora y media al oeste de Acra. La influencia del reino de Mankessim incluyó no solo a su propio reino, sino también a la totalidad de la tribu Fante, y en su tiempo de auge, la costa entera del Ghana actual.

## Origen
Hacia 1250 los Fante se separaron de los bono al tener ciertas diferencias. Los bono se quedaron en Krato, actual ciudad de Techiman en Brong-Ahafo, Ghana, y crearon su propia tribu con su propia cultura y tótem de pertenencia. Durante dicha época, los Fante fueron dirigidos por tres guerreros y sabios del pueblo llamados Obrumankoma, Odapagya y Oson (la ballena, el águila y el elefante respectivamente). Según la tradición, Obrumankoma y Odapagya murieron en este éxodo y fueron embalsamados y enterrados antes de llegar a su sitio de habitación actual.
Oson los dirigió hasta que llegaron a su actual territorio y fundaron Mankessim en 1252. La leyenda dice que el sacerdote y jefe, Komfo Amona, plantó una lanza en la tierra cuando fundaron por primera vez dicha población. La lanza de Komfo Amona fue llamada desde ese momento Akyin-Enyim, significando "delante de dios". El primer Omanhene (rey) de Mankessim nació ya en este lugar. Según la tradición popular, la lanza no pudo ser sacada por manos mortales.
La tierra a la cual llegaron los Fante después de ese éxodo, era llamada Adoakyir por los habitantes que existían ahí antes de la llegada; a las cuales los Fante llamaron "Etsi-fue-yifo" "personas con el cabello pintado". Los Fante conquistaron a ésta gente y las rebautizaron con ayuda del Omán principal en la ciudad capital (de los Fante) llamada originalmente Kasemú. El nombre ha evolucionado hasta el nombre actual, Mankessim.
Los Fante, pues, fundaron su primer reino independiente y enterraron a Obrumankoma y Odapagya en un sagrado recinto llamado Nana-nom-pow. Komfo Amona también plantó a manera de ritual un árbol de limba para ver si sus nuevas tierras eran fértiles. Al día siguiente de la plantación, las personas vieron que el árbol empezaba a crecer por lo que era símbolo de fertilidad. El árbol fue llamado Ebisa-dua, o árbol de la consulta, el día de hoy ese árbol es uno de los destinos más importantes en Mankessim.

## Organización
Los Fante rápidamente crearon grupos militares, o compañías, llamados Asafo, para defenderse de aquellos grupos enemigos de las proximidades. La tradición dice que los subgrupos fante Ekumfi, Abora, Enyan, Nkusukum y Kurentsir fueron el primer problema a resolver por el reino de Mankessim. Más tarde se unieron en los grupos de Gomoa, Ajumako, Akatakyi y los Edina.

## La amenaza Ashantí
En el comienzo del siglo XIX, los Ashantí empezaron a expandir su control por las tierras de Ghana, haciendo que mucha gente empezara a huir a la costa. Las comunidades periféricas de los Fante empezaron a ser objetivo de los ataques ashantíes por lo que la población se levantó en armas.
En 1806, sucedió la primera guerra ashantí-fantina la cual resultó en la derrota de Mankessim y pérdida territorial. En 1811, los Fante, otra vez fueron a la guerra contra los ashantíes, otra vez perdiendo en batalla abierta, pero forzando una retirada por utilizar táctica de guerrilla. En 1844, los Fante se ponen en protección británica. Aun así, los británicos y holandeses asentados en la costa poco reconocieron su soberanía.

## La confederación de Fante
Finalmente, en 1868, los Fante formaron una confederación, con respaldo británico, para defenderse de la amenaza constante que representaban los ashantíes. En 1871, los siete reinos de Fante y 20 clanes firmaron la Constitución de Mankessim, formalizando su alianza.
Omanhene Kwasi Edo dirigió la confederación en la totalidad de su corta existencia, adquiriendo las tierras de los apenas fundados reinos de Asebo, Cabesterra y Agona. La confederación fue exitosa en su resistencia contra los Ashantí. Mankessim, a través de la confederación, se convirtió en una potencia comercial y marítima al encontrarse en la costa.

## Declive
Los éxitos tempranos de la confederación desembocaron en una corta existencia, y la alianza holandesa-Ashantí los dejó finalmente en ruinas. En 1873, los británicos ante la amenaza ashantí y holandesa de conquistar toda la costa tuvieron que fundar una colonia en la región y desarticular los poderes nativos.
Los Fante siguieron teniendo una importancia cultural e incluso política pero no volvieron a ser independientes en la región.